# 石塚公評
石塚 公評（いしづか こうへい、2月18日）は、秋田県を中心に活動するローカルタレント。通称「イシコウ」「イシコウさん」の愛称で親しまれている。スキンヘッドで、一部分を赤く染めた長髭が特徴。黒い洋服を好む。日焼け止めを頭に塗らないと日焼けして頭を剃れなくなるとのこと。
体重は2015年8月現在で自称130㎏。ラジオ番組などのトーク番組では笑い声にすごく特徴がある。中学校の一年後輩に、FM秋田パーソナリティの古谷昌之がいる。年齢では石塚が上だが、番組業界では古谷よりも後輩（なるへやRRでのトークにて）だという。

## 来歴
- 秋田市立旭川小学校卒業
- 秋田市立秋田東中学校卒業
- 秋田経済法科大学附属高等学校卒業
- 秋田公立美術工芸短期大学卒業

- 主に、ラジオ番組のラジオパーソナリティとして活動。バンド活動を経験。

## 出演番組

### テレビ
- AAB秋田朝日放送「ぷぁぷぁ金星」不定期ゲスト出演（「イシコウくんと」シリーズ等）（ラーメンまじん・2016年2月12日深夜放送)。
- AAB秋田朝日放送「ミーチューゲッチュー 」シリーズ（新年恒例の特番）

### ラジオ
- FM秋田「気分屋食堂」常連客という設定のパーソナリティ　毎週金曜 13時30分 - 15時50分

## 過去出演番組

### ラジオ
- FM秋田「なるへやRR」パーソナリティ　毎週月曜 19時00分 - 19時55分
- FM秋田「Foreverヤング」(2016年2月1日・ゲスト出演）
- FM秋田「コレカラジオ　ココカラジオ　３０時間！（県内各地からの中継）（番組終盤スタジオ）」

## その他
- 漫画誌イブニング（講談社）にて2011年から連載中のみずしな孝之作の漫画「いとしのムーコ」の登場人物・牛島厚平（うしじまこうへい、通称：うしこう）のモデルになっている。